# Sergi Bruguera
Sergi Bruguera Torner (Barcellona, 16 gennaio 1971) è un allenatore di tennis ed ex tennista spagnolo, vincitore per due volte del Roland Garros.

## Carriera
Come da tradizione iberica, aveva nella terra battuta la sua superficie preferita, tanto da fargli decidere non prendere parte a Wimbledon per molti anni (Bruguera, in 14 anni di attività, partecipò al torneo londinese solo nel 1989, 1990, 1994 e 2001). Nella sua lunga carriera Bruguera ha raggiunto come miglior ranking la posizione numero 3, ottenuta nel 1994. In totale ha vinto 447 partite su 718 disputate, per un insieme di 14 tornei vinti.
Lo spagnolo ha fatto suo il prestigioso Roland Garros per ben due volte: nel 1993 sconfisse a sorpresa in cinque set il campione uscente Jim Courier, mentre l'anno seguente si sbarazzò agevolmente in quattro set del connazionale Alberto Berasategui. Bruguera ha raggiunto la finale del torneo parigino anche nel 1997, ma in quell'occasione fu letteralmente distrutto dal giovane brasiliano Gustavo Kuerten, il quale vinse contro pronostico un match a senso unico.
Tra i trofei di Bruguera va citata la medaglia d'argento conquistata ai Giochi olimpici di Atlanta del 1996, nella cui finale per l'oro venne sconfitto in tre set da Andre Agassi. Dopo il suo ritiro, avvenuto nel 2002, Bruguera ha comunque continuato a giocare, seppur nel Senior Tour (al quale partecipa tuttora).

## Statistiche

### Finali del Grande Slam (3)

#### Vinte (2)
| Anno | Torneo          | Avversario in finale | Punteggio               |
| 1993 | Open di Francia | Jim Courier          | 6–4, 2–6, 6–2, 3–6, 6–3 |
| 1994 | Open di Francia | Alberto Berasategui  | 6–3, 7–5, 2–6, 6–1      |

#### Perse (1)
| Anno | Torneo          | Avversario in finale | Punteggio     |
| 1997 | Open di Francia | Gustavo Kuerten      | 6–3, 6–4, 6–2 |

### Singolare

#### Vittorie (14)
| Legenda                                        |
| Grande Slam (2)                                |
| Tennis Masters Cup / ATP World Tour Finals (0) |
| ATP Super 9 (2)                                |
| ATP Championship Series (0)                    |
| ATP World Series (10)                          |

| Legenda superfici |
| Cemento (1)       |
| Terra (13)        |
| Erba (0)          |
| Sintetico (0)     |

| Nº  | Data              | Torneo                                        | Superficie  | Avversario della finale | Risultato                |
| --- | ----------------- | --------------------------------------------- | ----------- | ----------------------- | ------------------------ |
| 1.  | 7 aprile 1991     | Estoril Open, Estoril                         | Terra rossa | Karel Nováček           | 7–6(7), 6–1              |
| 2.  | 28 aprile 1991    | Monte Carlo Open, Monte Carlo (1)             | Terra rossa | Boris Becker            | 5–7, 6–4, 7–6(6), 7–6(4) |
| 3.  | 1º ottobre 1991   | Athens Open, Atene                            | Terra rossa | Jordi Arrese            | 7–5, 6–3                 |
| 4.  | 3 maggio 1992     | Madrid Tennis Grand Prix, Madrid              | Terra rossa | Carlos Costa            | 7–6(6), 6–2, 6–2         |
| 5.  | 12 luglio 1992    | Swiss Open Gstaad, Gstaad (1)                 | Terra rossa | Francisco Clavet        | 6–1, 6–4                 |
| 6.  | 4 ottobre 1992    | Campionati Internazionali di Sicilia, Palermo | Terra rossa | Emilio Sánchez          | 6–1, 6–3                 |
| 7.  | 25 aprile 1993    | Monte Carlo Open, Monte Carlo (2)             | Terra rossa | Cédric Pioline          | 7–6(2), 6–0              |
| 8.  | 6 giugno 1993     | Open di Francia, Parigi (1)                   | Terra rossa | Jim Courier             | 6–4, 2–6, 6–2, 3–6, 6–3  |
| 9.  | 11 luglio 1993    | Swiss Open Gstaad, Gstaad (2)                 | Terra rossa | Karel Nováček           | 6–3, 6–4                 |
| 10. | 8 agosto 1993     | ATP Praga, Praga (1)                          | Terra rossa | Andrej Česnokov         | 7–5, 6–4                 |
| 11. | 19 settembre 1993 | Bordeaux Open, Bordeaux                       | Cemento     | Diego Nargiso           | 7–5, 6–2                 |
| 12. | 5 giugno 1994     | Open di Francia, Parigi (2)                   | Terra rossa | Alberto Berasategui     | 6–3, 7–5, 2–6, 6–1       |
| 13. | 10 luglio 1994    | Swiss Open Gstaad, Gstaad (3)                 | Terra rossa | Guy Forget              | 3–6, 7–5, 6–2, 6–1       |
| 14. | 7 agosto 1994     | ATP Praga, Praga (2)                          | Terra rossa | Andrij Medvedjev        | 6–3, 6–4                 |

#### Finali perse (21)
| Legenda                                        |
| Grande Slam (1)                                |
| Giochi olimpici (1)                            |
| Tennis Masters Cup / ATP World Tour Finals (0) |
| Super 9 / Masters Series (3)                   |
| ATP Championship Series (4)                    |
| ATP World Series (12)                          |

| Numero | Data              | Torneo                                            | Superficie  | Avversario in finale | Punteggio          |
| 1.     | 15 luglio 1990    | Allianz Suisse Open Gstaad, Gstaad (1)            | Terra rossa | Martín Jaite         | 3–6, 7–6, 2–6, 2–6 |
| 2.     | 16 settembre 1990 | Geneva Open, Ginevra                              | Terra rossa | Horst Skoff          | 6–7, 6–7           |
| 3.     | 14 aprile 1991    | Torneo Godó, Barcellona (1)                       | Terra rossa | Emilio Sánchez       | 4–6, 6–7, 2–6      |
| 4.     | 14 luglio 1991    | Allianz Suisse Open Gstaad, Gstaad (2)            | Terra rossa | Emilio Sánchez       | 1–6, 4–6, 4–6      |
| 5.     | 5 aprile 1992     | Estoril Open, Estoril                             | Terra rossa | Carlos Costa         | 6–4, 2–6, 2–6      |
| 6.     | 20 settembre 1992 | Bordeaux Open, Bordeaux                           | Terra rossa | Andrij Medvedjev     | 3–6, 6–1, 2–6      |
| 7.     | 11 ottobre 1992   | Athens Open, Atene                                | Terra rossa | Jordi Arrese         | 5–7, 0–3 rit.      |
| 8.     | 14 febbraio 1993  | Milan Indoor, Milano (1)                          | Cemento (i) | Boris Becker         | 3–6, 3–6           |
| 9.     | 11 aprile 1993    | Torneo Godó, Barcellona (2)                       | Terra rossa | Andrij Medvedjev     | 7–6, 3–6, 5–7, 4–6 |
| 10.    | 2 maggio 1993     | Madrid Tennis Grand Prix, Madrid (1)              | Terra rossa | Stefan Edberg        | 3–6, 3–6, 2–6      |
| 11.    | 3 ottobre 1993    | Campionati Internazionali di Sicilia, Palermo     | Terra rossa | Thomas Muster        | 6–7, 5–7           |
| 12.    | 6 febbraio 1994   | Dubai Tennis Championships, Dubai                 | Cemento     | Magnus Gustafsson    | 4–6, 2–6           |
| 13.    | 24 aprile 1994    | Monte Carlo Open, Monte Carlo                     | Terra rossa | Andrij Medvedjev     | 5–7, 1–6, 3–6      |
| 14.    | 1º maggio 1994    | Madrid Tennis Grand Prix, Madrid (2)              | Terra rossa | Thomas Muster        | 2–6, 6–3, 4–6, 5–7 |
| 15.    | 21 maggio 1995    | Internazionali d'Italia, Roma                     | Terra rossa | Thomas Muster        | 6–3, 6–7, 2–6, 3–6 |
| 16.    | 28 luglio 1996    | Giochi Olimpici, Atlanta                          | Cemento     | Andre Agassi         | 2–6, 3–6, 1–6      |
| 17.    | 2 marzo 1997      | Milan Indoor, Milano (2)                          | Cemento (i) | Goran Ivanišević     | 2–6, 2–6           |
| 18.    | 23 marzo 1997     | Lipton International Players Championships, Miami | Cemento     | Thomas Muster        | 6–7, 3–6, 1–6      |
| 19.    | 8 giugno 1997     | Open di Francia, Parigi                           | Terra rossa | Gustavo Kuerten      | 3–6, 4–6, 2–6      |
| 20.    | 27 luglio 1997    | Croatia Open Umag, Umago                          | Terra rossa | Félix Mantilla       | 3–6, 5–7           |
| 21.    | 30 luglio 2000    | San Marino CEPU Open, San Marino                  | Terra rossa | Álex Calatrava       | 6–7, 6–1, 4–6      |

### Doppio

#### Vittorie (3)
| Numero | Data              | Torneo                   | Superficie  | Compagno           | Avversario in finale        | Punteggio     |
| 1.     | 14 maggio 1990    | ATP German Open, Amburgo | Terra rossa | Jim Courier        | Udo Riglewski Michael Stich | 4–6, 6–1, 7–6 |
| 2.     | 18 giugno 1990    | ATP Firenze, Firenze     | Terra rossa | Horacio de la Peña | Luiz Mattar Diego Pérez     | 3–6, 6–3, 6–4 |
| 3.     | 16 settembre 1991 | Geneva Open, Ginevra     | Terra rossa | Marc Rosset        | Per Henricsson Ola Jonsson  | 3–6, 6–3, 6–2 |